# Леуку

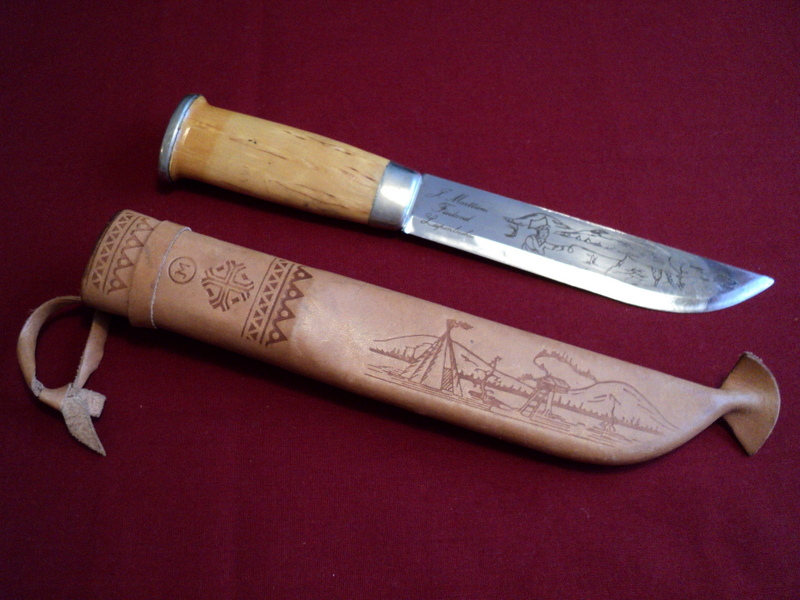
Саамский нож

Леуку (са́амский нож, фин. leuku, также lapinleuku, северносаам. stuorra niibi) — большой, довольно тяжёлый традиционный нож, используемый саамами и финнами в быту.

## Описание
Клинок саамского ножа имеет прямые или выпуклые спуски и прямой обух длиной 20—45 см, иногда клинок имеет асимметричную заточку — прямой или выпуклый спуск — с одной стороны и прямой клин — с другой. Рукоять леуку — обычно довольно велика и делают из берёзы, что обеспечивает надёжный хват в морозных условиях. Иногда берёзу комбинируют на рукояти с костью. Пальцевый упор отсутствует. Ножны традиционно делают из оленьей кожи. В отличие от финского ножа спуски на саамском ноже делают выше, что позволяет им более удобно разделывать мясо и рыбу. Рукоять изготавливают из дерева или рога оленя, есть и комбинированные рукояти — дерево с рогом. Как правило, ножны украшают национальным орнаментом.

## Использование
Саамский нож приспособлен главным образом для хозяйственных работ в лесо-тундровой и тундровой зонах, с его помощью легко обрубать нетолстые сучья и ветки, заготовлять хворост для костра в условиях, когда лежащие на земле деревья покрыты снегом, отсекать конечности мелкой дичи, дробить кости оленей и выполнять другие рубящие действия. По эффективности рубки приближается к небольшому топору и ножу весури. Для режущих и колющих работ он — менее приспособлен. Саамским ножом удобно управляться в рукавицах, надёжность хвата — высока даже при работе замёрзшими руками. В быту саамов и финнов леуку обычно используют в паре с более компактными ножами, адаптированными под режущие или колющие задачи и имеющими короткий клинок длиной 9—10 см: пуукко (северносаам. buiku, фин. puukko) или саамским малым ножом (северносаам. unna niibaš), часто в одних ножнах.

## Производители саамских ножей
Производством саамских ножей традиционно занимаются скандинавские компании. Наиболее известны ножи фирм:
- Marttiini (Финляндия) — товарная линейка Lapp
- Helle (Норвегия)
- Mora (Швеция). На основе малого саамского ножа компания Mora выпускает универсальный нож Mora 2000, находящийся на вооружении шведской армии в качестве тактического ножа

Кроме того, реплики саамских ножей выпускают производители других стран, например:
- ИП Блажко (Россия, Кизляр) — охотничий нож «Север»
- Viking Nordway (Китай), модель H776